# 成龙历险记
《成龙历险记》（英語：Jackie Chan Adventures）是一部美国冒险动作题材的电视动画，主角以著名动作影星成龙为原型，许多情节也参考了成龙的电影作品。该剧于2000年9月9日至2005年7月8日在Kids' WB华纳动画天地频道中播放，总共播出5季95集；香港有線電視在2002年於有線兒童台播放；中国大陆于2005年元旦开始在CCTV-6播放。

## 故事內容
身懷功夫絕技的香港考古學家成龍，有一天意外獲得了傳說中具有神奇力量的十二符咒之一，因而遭到正在收集十二符咒的黑手組織追擊。同時，成龍的外姪女小玉正好從香港來到美國，古靈精怪的她偷偷跟著成龍，一同捲入這場風波。最後凭借成龍的勇猛與小玉的機智，他们成功從黑手組織的手下保住了符咒。事後，成龍開始協助13區警察組織的布萊克警長，一邊到世界各地去尋找其他的符咒，一邊對抗着有相同目的的黑手組織，和小玉一同經歷了各式各樣的冒險。

## 角色
成龍（聲：James Sie→Paul Robert、Langdon（幼年））
小玉（聲：Stacie Chan、劉玉玲(未來)）
老爹（聲：Sab Shimono）
特鲁（聲：Noah Nelson）
布萊克警长（聲：Clancy Brown）
瓦龙（聲：朱利安·山德斯）
阿奮、拉蘇、周（聲：Adam Baldwin(阿奮)、Clancy Brown(拉蘇)、James Sie(周)）
阿福（聲：John DiMaggio）